# Disinfezione
La disinfezione è una misura atta a ridurre tramite uccisione, inattivazione o allontanamento/diluizione, la maggior quantità di microrganismi quali, batteri, virus, funghi, protozoi al fine di controllare il rischio di infezione per persone o di contaminazione di oggetti o ambienti. Un disinfettante non garantisce la completa rimozione di qualsiasi agente biologico; infatti in ciò si distingue la pratica della sterilizzazione che, per converso, rimuove anche eventuali spore. Di fatto, la corretta resa sterile dei ferri chirurgici è resa possibile tramite l'impiego di appositi macchinari come le autoclavi. Secondo l'uso si distinguono disinfettanti per oggetti, per le mani, per l'aria e per le superfici.
Nel caso delle acque la disinfezione è un possibile passaggio di affinamento per l'impiego di acque sottoposte a standard qualitativi elevati (industria farmaco-cosmetica e microelettronica) o per il recupero di acque contaminate prima del loro riciclo all'interno del processo produttivo.

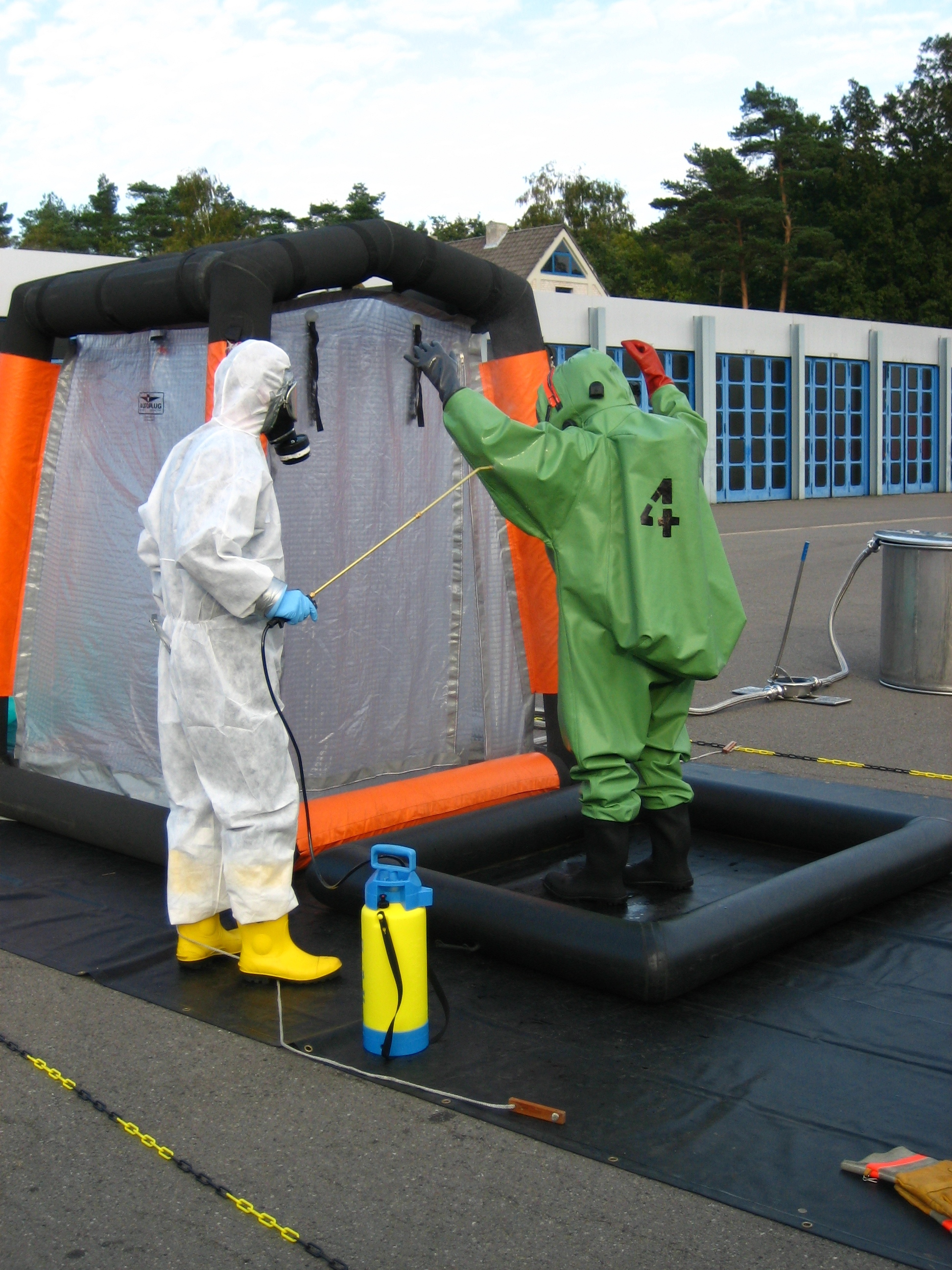
Disinfezione di una tuta di protezione da aggressivi chimico-biologici.

## Modalità di disinfezione

### Con mezzi naturali
- Fisici
  - Radiazioni solari (in particolar modo la frazione ultravioletta della luce solare la quale, però, essendo poco penetrante, per svolgere la funzione disinfettante necessita di colpire direttamente la flora microbica)
  - Essiccamento (il calore della luce solare provoca essiccamento del protoplasma dei germi)
  - Temperatura (oltre 37 °C riduce la vitalità, oltre 45 °C comincia a uccidere i microorganismi e a 95 °C riesce a eradicare il maggior numero di batteri, funghi e nematodi)[3]
- Biologici
  - Concorrenza vitale (attuata da microrganismi con azione diretta, come nel caso dei virus batteriofagi, oppure con azione indiretta tramite la modificazione del substrato che viene reso inidoneo allo sviluppo)
  - Diluizione (se i germi patogeni sono diluiti nei veicoli, come l'acqua o l'aria, difficilmente raggiungono la quota batterica necessaria perché l'infezione si trasformi in malattia)

### Con mezzi artificiali
- Chimico-fisici 
  - radiazione UV artificiale[2]
  - pastorizzazione e trattamento U.H.T.
  - calore secco (stufe ad aria calda da laboratorio e muffole)
  - calore umido e vapore (autoclave)
  - fiamma, incandescenza e combustione
  - ebollizione
  - lavaggio chemiotermico (lavastoviglie, macchine da lavare, ecc.)
  - radiazioni ionizzanti (raggi gamma)
  - filtrazione asettica (cappa a flusso laminare)
- Disinfezione chimica con agenti disinfettanti quali[4]
  - Alcoli come propanolo, alcol isopropilico, etanolo
  - Aldeidi come formaldeide, glutaraldeide, glicossale
  - Fenoli e derivati come timolo, creosolo
  - Perossiacidi come l'acido peracetico
  - Ossidanti come ozono, perossido di idrogeno, permanganato di potassio,
  - Alogeni come cloro, iodio, bromo, e derivati (ipoclorito di sodio e composti, ipoclorito di litio, iodofori)
  - Guanidina
  - Detergenti cationici e anionici (sali di ammonio quaternario)

## Possibili effetti
| Disinfettante                              | Batteri                       | Spore                | Miceti       | Virus                | Applicazione                                             |
| ------------------------------------------ | ----------------------------- | -------------------- | ------------ | -------------------- | -------------------------------------------------------- |
| Ossidanti (ozono, perossido di idrogeno)   | battericida                   | sporocida            | fungicida    | virucida             | Cute, mucosa, superfici, strumenti                       |
| Alogeni (Cloro, Iodio)                     | battericida                   | lentamente sporocida | fungicida    | virucida             | Cloro: superfici, acqua Iodio: derma, mucosa             |
| Alcoli (alcol etilico, alcol isopropilico) | battericida                   | senza effetto        | fungicida    | virucida             | Cute, mucosa, superfici, strumenti                       |
| Aldeidi (glutaraldeide, formaldeide)       | battericida                   | lentamente sporocida | fungicida    | virucida             | superfici, strumenti                                     |
| Fenoli                                     | battericida / batteriostatico | senza effetto        | fungicida    | virucida (variabile) | Cute, mucosa, superfici, strumenti                       |
| Ossido di etilene                          | battericida                   | sporicida            | fungicida    | virucida             | superfici, strumenti, medicamenti termostabili, alimenti |
| Detergenti                                 | battericida (variabile)       | senza effetto        | fungistatico | senza effetto        | Cute, mucosa                                             |
| Biguanidi (clorexidina)                    | battericida                   | senza effetto        | fungistatico | virostatico          | Cute, mucosa                                             |